# Gâteau mollet
À ne pas confondre avec le gâteau battu de Picardie, appelé autrefois « gâteau mollet ».
Le gâteau mollet est une spécialité culinaire des Ardennes, notamment de l'Argonne ardennaise. Il s'agit d'un gâteau salé au beurre, aux œufs et au lait à pâte levée, servi au dessert ou en entrée.

## Historique
La date de création du gâteau mollet est inconnue, de même que son origine géographique précise (Ardennes ou Champagne). Il a peut-être été apporté par des Alsaciens fuyant la guerre de 1870, d'où sa ressemblance avec le kouglof,.
Le gâteau mollet était autrefois apprécié des familles modestes. Lors des repas de noces, on pouvait servir un gâteau mollet avec un anneau caché à l'intérieur, qui annonçait un futur mariage au jeune convive qui le découvrait.